# Air Cargo Challenge
La Air Cargo Challenge (ACC) es una competición universitaria de ingeniería aeronáutica que se celebra en Europa cada dos años.
El concurso fue fundado en 2003 por estudiantes de la Asociación Portuguesa de Aeronáutica y del Espacio (APAE) del Instituto Superior Técnico de la Universidad de Lisboa (Portugal), basándose en el certamen norteamericano Design/Build/Fly (DBF). Las primeras dos ediciones se celebraron a nivel nacional en Portugal y, desde 2007, el evento se organiza a nivel internacional bajo el amparo de la asociación EUROAVIA.
El objetivo principal de la competición es diseñar y construir una aeronave radiocontrol no tripulada que sea capaz de volar con la mayor velocidad y carga útil posible de acuerdo a la normativa de la competición, que cambia en cada edición. Además del rendimiento de la aeronave, también se evalúa la calidad técnica del proyecto demostrada a través de informes y planos técnicos.

## Resultados de la competición

### 2003 - Organización: APAE (Lisboa, Portugal)
| Pos | Equipo   | Universidad                   | Ciudad    |
| --- | -------- | ----------------------------- | --------- |
| 1º  | UBI 2    | Universidad de Beira Interior | Covillana |
| 2º  | Flamingo | Universidad del Miño          | Guimarães |
| 3º  | Beluga   | Universidad de Beira Interior | Covillana |

### 2005 - Organización: APAE (Lisboa, Portugal)
| Pos | Equipo  | Universidad                                                   | Ciudad           |
| --- | ------- | ------------------------------------------------------------- | ---------------- |
| 1º  | Ícaro   | Instituto Superior Técnico de Lisboa y Universidad de Coimbra | Lisboa / Coímbra |
| 2º  | Fly By  | Facultad de Ingeniería de la Universidad de Oporto            | Oporto           |
| 3º  | Pegasus | Universidad de Beira Interior                                 | Covillana        |

### 2007 - Organización: APAE, Instituto Superior Técnico (Lisboa, Portugal)
| Pos | Equipo                 | Universidad                         | País         |
| --- | ---------------------- | ----------------------------------- | ------------ |
| 1º  | PEGASUS II             | Universidad de Beira Interior       | Portugal     |
| 2º  | Akamodell Stuttgart    | Universidad de Stuttgart            | Alemania     |
| 3º  | Blei-Ente              | Universidad Técnica de Múnich       | Alemania     |
| 4º  | Lead Barons            | Universidad Tecnológica de Delft    | Países Bajos |
| 5º  | ESTG Cargo             | Instituto Politécnico de Leiría     | Portugal     |
| 6º  | Trencalos              | Universidad Politécnica de Cataluña | España       |
| 7º  | UBI2 - SkunkWorks      | Universidad de Beira Interior       | Portugal     |
| 8º  | UoPatras ATLAS         | Universidad de Patras               | Grecia       |
| 9º  | De vliegende Hollander | Universidad Tecnológica de Delft    | Países Bajos |
| 10º | FLY@UMINHO'07          | Universidad del Miño                | Portugal     |

### 2009 - Organización: AeroUBI, Universidad de Beira Interior (Covillana, Portugal)
| Pos | Equipo              | Universidad                                    | País         |
| --- | ------------------- | ---------------------------------------------- | ------------ |
| 1º  | Akamodell Stuttgart | Universidad de Stuttgart                       | Alemania     |
| 2º  | TU Heavy            | Universidad Técnica de Múnich                  | Alemania     |
| 3º  | ESTG Cargo2         | Instituto Politécnico de Leiría                | Portugal     |
| 4º  | Sonic Kids          | Universidad Politécnica de Bucarest            | Rumania      |
| 5º  | Lusofly             | Academia de la Fuerza Aérea Portuguesa         | Portugal     |
| 6º  | UoP Atlas II        | Academia de la Fuerza Aérea Griega             | Grecia       |
| 7º  | Anatolian Craft     | Universidad Técnica de Medio Oriente           | Turquía      |
| 8º  | What's up Yaw       | Universidad de Ciencias Aplicadas de Ámsterdam | Países Bajos |
| 9º  | FLY@UMINHO'09       | Universidad del Miño                           | Portugal     |
| 10º | Trencalòs           | Universidad Politécnica de Cataluña            | España       |
| 11º | INFINITeam          | Universidad Politécnica de Bucarest            | Rumania      |
| 12º | Aeraces             | Instituto Superior Técnico de Lisboa           | Portugal     |
| 13º | Ucari               | Universidad Técnica de Medio Oriente           | Turquía      |
| 14º | Volo Ergo Sum       | Universidad de Beira Interior                  | Portugal     |
| 15º | Pisa Cargo Project  | Universidad de Pisa                            | Italia       |
| 16º | Brutus              | Universidad de Oporto                          | Portugal     |
| 17º | Uasas               |                                                | Portugal     |
| 18º | CAL                 | Clube de Aeromodelismo de Lisboa               | Portugal     |
| 19º | Equipa_0            | Instituto Superior Técnico de Lisboa           | Portugal     |
| 20º | Chicken Wings       | Universidad de Belgrado                        | Serbia       |
| 21º | Céfiro              | Universidad de León                            | España       |
| 22º | Aero Swansea 09     | Universidad de Swansea                         | Reino Unido  |

### 2011 - Organización: Akamodell Stuttgart, Universidad de Stuttgart (Stuttgart, Alemania)
| Pos | Equipo                    | Universidad                                | País        |
| --- | ------------------------- | ------------------------------------------ | ----------- |
| 1º  | UBI - Portugal            | Universidad de Beira Interior              | Portugal    |
| 2º  | TU Eleven                 | Universidad Técnica de Múnich              | Alemania    |
| 3º  | Tsinghua University       | Universidad de Tsinghua                    | China       |
| 4º  | Student Wings             | Universidad Politécnica de Bucarest        | Rumania     |
| 5º  | Team K.U.Leuven           | KU Leuven                                  | Bélgica     |
| 6º  | PASSAROLA Team            | Instituto Superior Técnico de Lisboa       | Portugal    |
| 7º  | Nymph Noir                | Universidad Técnica de Medio Oriente       | Turquía     |
| 8º  | Trencalòs Team            | Universidad Politécnica de Cataluña        | España      |
| 9º  | Anatolian Craft - Aselsan | Universidad Técnica de Medio Oriente       | Turquía     |
| 10º | EUROAVIA Ntua             | Universidad Politécnica Nacional de Atenas | Grecia      |
| 11º | Nymph Rouge               | Universidad Técnica de Medio Oriente       | Turquía     |
| 12º | High Flyers               | Universidad Politécnica de Bucarest        | Rumania     |
| 13º | IPL Team                  | Instituto Politécnico de Leiría            | Portugal    |
| 14º | Air FEUP                  | Universidad de Oporto                      | Portugal    |
| 15º | Gryphus Team              | Universidad de Aveiro                      | Portugal    |
| 16º | UoPatras ATLAS III        | Universidad de Patras                      | Grecia      |
| 17º | EUROAVIA Rzeszow          | Universidad Politécnica de Rzeszów         | Polonia     |
| 18º | HUSZ Black Eagle          | Universidad de Zagreb                      | Croacia     |
| 19º | SU Team Eryr              | Universidad de Swansea                     | Reino Unido |
| 20º | Bialystok MiSIE team      | Universidad de Białystok                   | Polonia     |
| 21º | Luso SPAD                 | Instituto Superior de Ingeniería de Lisboa | Portugal    |

### 2013 - Organización: AeroUBI, Universidad de Beira Interior (Covillana, Portugal)
| Pos | Equipo                       | Universidad                          | País     |
| --- | ---------------------------- | ------------------------------------ | -------- |
| 1º  | AKAModell Stuttgart e.V.     | Universidad de Stuttgart             | Alemania |
| 2º  | THU AIR                      | Universidad de Tsinghua              | China    |
| 3º  | Beihang Aeromodelling Team 1 | Universidad de Beihang               | China    |
| 4º  | HUSZ Vulture                 | Universidad de Zagreb                | Croacia  |
| 5º  | Beihang Aeromodelling Team 2 | Universidad de Beihang               | China    |
| 6º  | High Flyers                  | Universidad Politécnica de Silesia   | Polonia  |
| 7º  | EESC-USP Juliett             | Universidad de São Paulo             | Brasil   |
| 8º  | PHOENIX                      | Universidad Politécnica de Bucarest  | Rumania  |
| 9º  | EUROAVIA Athens – Hermes 2   | Universidad de Atenas                | Grecia   |
| 10º | Podlasie Tigers              | Universidad Tecnológica de Białystok | Polonia  |
| 11º | UoP ATLAS IIIB               | Universidad de Patras                | Grecia   |
| 12º | ANATOLIAN CRAFT              | Universidad Técnica de Medio Oriente | Turquía  |
| 13º | EUROAVIA Rzeszów             | Universidad Politécnica de Rzeszów   | Polonia  |
| 14º | UoP ATLAS IV                 | Universidad de Patras                | Grecia   |
| 15º | Trencalòs Team               | Universidad Politécnica de Cataluña  | España   |
| 16º | Team KU Leuven               | KU Leuven                            | Bélgica  |
| 17º | IPLeiria AirCargo            | Instituto Politécnico de Leiría      | Portugal |
| 18º | LUSITÂNIA Team               | UBI, IST, UNL                        | Portugal |
| 19º | HERCULES                     | Instituto Superior Técnico de Lisboa | Portugal |
| 20º | Gryphus II                   | Universidad de Aveiro                | Portugal |
| 21º | Angry Bird                   | Universidad de El Cairo              | Egipto   |

### 2015 - Organización: AKAModell Stuttgart, Universidad de Stuttgart (Stuttgart, Alemania)
| Pos | Equipo                                                   | Universidad                                   | País            |
| --- | -------------------------------------------------------- | --------------------------------------------- | --------------- |
| 1º  | EUROAVIA Zagreb                                          | Universidad de Zagreb                         | Croacia         |
| 2º  | Born TU Lift                                             | Universidad Técnica de Múnich                 | Alemania        |
| 3º  | EUROLIFTER                                               | Universidad Politécnica de Rzeszów            | Polonia         |
| 4º  | AeroUD-MET                                               | Universidad de Údine                          | Italia          |
| 5º  | AERO@UBI                                                 | Universidad de Beira Interior                 | Portugal        |
| 6º  | THU AIR                                                  | Universidad de Tsinghua                       | China           |
| 7º  | PISA Air Cargo Team                                      | Universidad de Pisa                           | Italia          |
| 8º  | ATLAS TEAM UPAT                                          | Universidad de Patras                         | Grecia          |
| 9º  | NPU INNOVATION                                           | Universidad Politécnica del Noroeste          | China           |
| 10º | UPC Venturi                                              | Universidad Politécnica de Cataluña           | España          |
| 11º | Team KU Leuven                                           | KU Leuven                                     | Bélgica         |
| 12º | Olisipo                                                  | Instituto Superior Técnico de Lisboa          | Portugal        |
| 13º | Studencki Klub Modelarski Wojskowej Akademii Technicznej | Universidad Militar de Tecnología de Varsovia | Polonia         |
| 14º | BUT Chicken Wings                                        | Universidad Técnica de Brno                   | República Checa |
| 15º | High Flyers                                              | Universidad Politécnica de Silesia            | Polonia         |
| 16º | The Lifters                                              | Universidad Politécnica de Rzeszów            | Polonia         |
| 17º | TransylAVIA                                              | Universidad Técnica de Cluj-Napoca            | Rumania         |
| 18º | Poznan Aero Design                                       | Universidad Tecnológica de Poznan             | Polonia         |
| 19º | Trencalòs Team                                           | Universidad Politécnica de Cataluña           | España          |
| 20º | Podlasie Tigers                                          | Universidad Tecnológica de Białystok          | Polonia         |
| 21º | Owl Tamers Aero Design Team                              | Universidad Técnica de Medio Oriente          | Turquía         |
| 22º | SKYLINE                                                  | Universidad de Belgrado                       | Serbia          |
| 23º | PhoeniX                                                  | Universidad de Oporto                         | Portugal        |

### 2017 - Organización: EUROAVIA Zagreb, Universidad de Zagreb (Zagreb, Croacia)
| Pos | Equipo                              | Universidad                                   | País            |
| --- | ----------------------------------- | --------------------------------------------- | --------------- |
| 1º  | AKAModell Stuttgart e.V.            | Universidad de Stuttgart                      | Alemania        |
| 2º  | Fly Hard                            | Universidad Técnica de Múnich                 | Alemania        |
| 3º  | Born TU Lift Reloaded               | Universidad Técnica de Múnich                 | Alemania        |
| 4º  | AeroUD-MET                          | Universidad de Údine                          | Italia          |
| 5º  | THU AIR                             | Universidad de Tsinghua                       | China           |
| 6º  | NPU INNOVATION                      | Universidad Politécnica del Noroeste          | China           |
| 7º  | AKA Classics                        | Universidad de Stuttgart                      | Alemania        |
| 8º  | JetStream                           | Universidad Politécnica de Breslavia          | Polonia         |
| 9º  | Icarus Polito                       | Politécnico de Turín                          | Italia          |
| 10º | UPC Venturi                         | Universidad Politécnica de Cataluña           | España          |
| 11º | The Lifters                         | Universidad Politécnica de Rzeszów            | Polonia         |
| 12º | Aristotele Space & Aeronautics Team | Universidad Aristóteles de Salónica           | Grecia          |
| 13º | Chicken Wings                       | Universidad Técnica de Brno                   | República Checa |
| 14º | Hermes Team                         | Universidad de Atenas                         | Grecia          |
| 15º | Aerotéc - Lisbon                    | Instituto Superior Técnico de Lisboa          | Portugal        |
| 16º | ATLAS Team UPAT                     | Universidad de Patras                         | Grecia          |
| 17º | LKN                                 | Universidad Tecnológica de Białystok          | Polonia         |
| 18º | ATA Team                            | Universidad Politécnica de Estambul           | Turquía         |
| 19º | Kovan                               | Universidad Politécnica de Estambul           | Turquía         |
| 20º | AERO@UBI_PVG - Portugal             | Universidad de Beira Interior                 | Portugal        |
| 21º | PHOENIX Team                        | Universidad Politécnica de Bucarest           | Rumania         |
| 22º | The Wingineers                      | KU Leuven                                     | Bélgica         |
| 23º | AERO@UBI_MARS                       | Universidad de Beira Interior                 | Portugal        |
| 24º | Trencalòs Team                      | Universidad Politécnica de Cataluña           | España          |
| 25º | VALCAN PROJECT                      | Universidad Politécnica de Valencia           | España          |
| 26º | Buzz Lightyear                      | Universidad de Ciencia y Tecnología de Zewail | Egipto          |
| 27º | TransylAVIA                         | Universidad Técnica de Cluj-Napoca            | Rumania         |
| 28º | Flightmare                          | Universidad de Ciencia y Tecnología de Zewail | Egipto          |

### 2019 - Organización: AKAModell Stuttgart, Universidad de Stuttgart (Stuttgart, Alemania)
| Pos | Equipo                         | Universidad                                | País            |
| --- | ------------------------------ | ------------------------------------------ | --------------- |
| 1º  | Fly Harder (AkaModell München) | Universidad Técnica de Múnich              | Alemania        |
| 2º  | ... and the Beast              | Universidad de Údine                       | Italia          |
| 3º  | The Beauty ...                 | Universidad de Údine                       | Italia          |
| 4º  | THU AIR                        | Universidad de Tsinghua                    | China           |
| 5º  | AERO@UBI                       | Universidad de Beira Interior              | Portugal        |
| 6º  | ICARUS PoliTo                  | Politécnico de Turín                       | Italia          |
| 7º  | Chicken Wings                  | Universidad Técnica de Brno                | República Checa |
| 8º  | Lift Up                        | Universidad de Padua                       | Italia          |
| 9º  | EUROAVIA RZESZOW               | Universidad Politécnica de Rzeszów         | Polonia         |
| 10º | A.S.A.T.-Aurora                | Universidad Aristóteles de Salónica        | Grecia          |
| 11º | ACC - Lisboa                   | Universidad de Lisboa                      | Portugal        |
| 12º | Nephele                        | Universidad Aristóteles de Salónica        | Grecia          |
| 13º | Jetstream                      | Universidad Politécnica de Breslavia       | Polonia         |
| 14º | HUSZ Jaeger                    | Universidad de Zagreb                      | Croacia         |
| 15º | KOVAN                          | Universidad Politécnica de Estambul        | Turquía         |
| 16º | Trencalòs Team                 | Universidad Politécnica de Cataluña        | España          |
| 17º | Team Vexilium Pisa             | Universidad de Pisa                        | Italia          |
| 18º | Albatross Tampere              | Universidad de Tampere                     | Finlandia       |
| 19º | BEOAVIA                        | Universidad de Belgrado                    | Serbia          |
| 20º | ROTA                           | Universidad Politécnica de Estambul        | Turquía         |
| 21º | NPU-Innovation                 | Universidad Politécnica del Noroeste       | China           |
| 22º | ATA                            | Universidad Politécnica de Estambul        | Turquía         |
| 23º | Titan Team                     | Universidad Politécnica de Bucarest        | Rumania         |
| 24º | Locreum Project                | Universidad de Cádiz                       | España          |
| 25º | UPC Venturi                    | Universidad Politécnica de Cataluña        | España          |
| 26º | Xtra2                          | Universidad Politécnica de Valencia        | España          |
| 27º | HERMES                         | Universidad Politécnica Nacional de Atenas | Grecia          |

### 2022 - Organización: AkaModell München e.V., Universidad Técnica de Múnich (Múnich, Alemania)
| Pos | Equipo              | Universidad                                | País            |
| --- | ------------------- | ------------------------------------------ | --------------- |
| 1º  | ADDI                | Universidad Técnica de Aquisgrán           | Alemania        |
| 2º  | AeroUD              | Universidad de Údine                       | Italia          |
| 3º  | AkaModell Stuttgart | Universidad de Stuttgart                   | Alemania        |
| 4º  | Xtra2 UPV           | Universidad Politécnica de Valencia        | España          |
| 5º  | Chicken Wings BUT   | Universidad Técnica de Brno                | República Checa |
| 6º  | LiftUP              | Universidad de Padua                       | Italia          |
| 7º  | Chicken Wings CTU   | Universidad de Praga                       | República Checa |
| 8º  | JetStream           | Universidad Politécnica de Breslavia       | Polonia         |
| 9º  | ASAT                | Universidad Aristóteles de Salónica        | Grecia          |
| 10º | Olissipo            | Universidad de Lisboa                      | Portugal        |
| 11º | U-Fly               | Universidad Aeronáutica en Querétaro       | México          |
| 12º | ICARUS PoliTo       | Politécnico de Turín                       | Italia          |
| 13º | AeroUBI             | Universidad de Beira Interior              | Portugal        |
| 14º | HUSZ Falcons        | Universidad de Zagreb                      | Croacia         |
| 15º | BEOAVIA             | Universidad de Belgrado                    | Serbia          |
| 16º | LeanIng             | Universidad de Pisa                        | Italia          |
| 17º | Tophane Aygök       | Escuela Secundaria Técnica de Tophane      | Turquía         |
| 18º | ITU Sky-UAV         | Universidad Politécnica de Estambul        | Turquía         |
| 19º | Trencalòs           | Universidad Politécnica de Cataluña        | España          |
| 20º | Albatross           | Universidad de Tampere                     | Finlandia       |
| 21º | UVigo Aerotech      | Universidad de Vigo                        | España          |
| 22º | WUT                 | Universidad Politécnica de Varsovia        | Polonia         |
| 23º | THU AIR             | Universidad de Tsinghua                    | China           |
| 24º | HAWings             | Universidad de Hamburgo                    | Alemania        |
| 25º | HERMES              | Universidad Politécnica Nacional de Atenas | Grecia          |
| 26º | Locreum             | Universidad de Cádiz                       | España          |

### 2024 - Organización: ADDI, Universidad Técnica de Aquisgrán (Aquisgrán, Alemania)
| Place | Team                | University                                 | Country         |
| ----- | ------------------- | ------------------------------------------ | --------------- |
| 1º    | AkaModell Stuttgart | Universidad de Stuttgart                   | Alemania        |
| 2º    | AeroUD              | Universidad de Údine                       | Italia          |
| 3º    | UBI Aeronautics     | Universidad de Beira Interior              | Portugal        |
| 4º    | ICARUS PoliTO       | Politécnico de Turín                       | Italia          |
| 5º    | Xtra2 UPV           | Universidad Politécnica de Valencia        | España          |
| 6º    | AeroTéc ATLAS       | Universidad de Lisboa                      | Portugal        |
| 7º    | TUM fliegt gut!     | Universidad Técnica de Múnich              | Alemania        |
| 8º    | ASAT Aeronautics    | Universidad Aristóteles de Salónica        | Grecia          |
| 9º    | LeanIng Project     | Universidad de Pisa                        | Italia          |
| 10º   | Lift UP             | Universidad de Padua                       | Italia          |
| 11º   | UGA                 | Universidad de Glasgow                     | Escocia         |
| 12º   | CCX Corvus Corax    | Universidad de Nápoles Federico II         | Italia          |
| 13º   | M.ACH.              | Universidad de Patras                      | Grecia          |
| 14º   | HERMES NTUA         | Universidad Politécnica Nacional de Atenas | Grecia          |
| 15º   | VANTUS AeroTeam     | Universidad de Sevilla                     | España          |
| 16º   | CTU Aerolab         | Universidad Técnica Checa en Praga         | República Checa |
| 17º   | EUROAVIA Rzeszow    | Universidad Politécnica de Rzeszów         | Polonia         |
| 18º   | Team Albatross      | Universidad de Tampere                     | Finlandia       |
| 19º   | Chicken Wings BUT   | Universidad Técnica de Brno                | República Checa |
| 20º   | AEROATLAS           | Universidad Politécnica de Bucarest        | Rumania         |
| 21º   | BEOAVIA             | Universidad de Belgrado                    | Serbia          |
| 22º   | HuskyWorks          | Universidad de Washington                  | Estados Unidos  |
| 23º   | SUAVE               | Universidad de Sydney                      | Australia       |
| 24º   | UVigo Aerotech      | Universidad de Vigo                        | España          |
| 25º   | Rakshak             | Instituto Indio de Tecnología de Bombay    | India           |
| 26º   | UCA&Air             | Universidad de Cádiz                       | España          |
| 27º   | FlyMi               | Politécnico de Milán                       | Italia          |
| 28º   | WUT AeroDesign      | Universidad Politécnica de Varsovia        | Polonia         |
| 29º   | THU-AIR             | Universidad de Tsinghua                    | China           |
| 30º   | ITU ATA Team        | Universidad Politécnica de Estambul        | Turquía         |

## Estadísticas

### Número de equipos participantes por país (2007-2024)
| Lugar | País            | Número de equipos participantes |
| ----- | --------------- | ------------------------------- |
| 1º    | Portugal        | 35                              |
| 2º    | España          | 22                              |
| 3º    | Polonia         | 20                              |
| 4º    | Italia          | 19                              |
| 4º    | Grecia          | 19                              |
| 6º    | Alemania        | 17                              |
| 7º    | Turquía         | 15                              |
| 8º    | China           | 12                              |
| 9º    | Rumania         | 10                              |
| 10º   | República Checa | 7                               |
| 11º   | Croacia         | 5                               |
| 11º   | Serbia          | 5                               |
| 13º   | Bélgica         | 4                               |
| 14º   | Países Bajos    | 3                               |
| 14º   | Finlandia       | 3                               |
| 14º   | Egipto          | 3                               |
| 17º   | Reino Unido     | 2                               |
| 18º   | Brasil          | 1                               |
| 18º   | México          | 1                               |
| 18º   | Estados Unidos  | 1                               |
| 18º   | Australia       | 1                               |
| 18º   | India           | 1                               |

### Medallero (2007-2024)
| Pos | Equipo                       | Universidad                        | Ciudad    | País     | Oro | Plata | Bronce |
| --- | ---------------------------- | ---------------------------------- | --------- | -------- | --- | ----- | ------ |
| 1   | AkaModell Stuttgart          | Universidad de Stuttgart           | Stuttgart | Alemania | 4   | 1     | 1      |
| 2   | UBI                          | Universidad de Beira Interior      | Covillana | Portugal | 2   |       | 1      |
| 3   | AkaModell München e.V.       | Universidad Técnica de Múnich      | Múnich    | Alemania | 1   | 4     | 2      |
| 4   | EUROAVIA Zagreb              | Universidad de Zagreb              | Zagreb    | Croacia  | 1   |       |        |
| 4   | ADDI                         | RWTH Aachen                        | Aquisgrán | Alemania | 1   |       |        |
| 6   | Universidad de Údine         | Universidad de Údine               | Údine     | Italia   |     | 3     | 1      |
| 7   | THU-AIR                      | Universidad de Tsinghua            | Pekín     | China    |     | 1     | 1      |
| 8   | ESTG Cargo2                  | Instituto Politécnico de Leiría    | Leiría    | Portugal |     |       | 1      |
| 8   | Beihang Aeromodelling Team 1 | Universidad de Beihang             | Pekín     | China    |     |       | 1      |
| 8   | EUROLIFTER                   | Universidad Politécnica de Rzeszów | Rzeszów   | Polonia  |     |       | 1      |